# Médaille Sir John William Dawson
La Société royale du Canada a créé en 1985 la médaille Sir John William Dawson pour honorer son premier président (en 1882-1883), John William Dawson, scientifique et éducateur canadien qui fut notamment géologue, naturaliste, enseignant, écrivain, administrateur d'institutions d'enseignement et promoteur du savoir. 
Pour rappeler l'universalité des intérêts de Dawson, la médaille est attribuée en reconnaissance d'un apport éminent et soutenu dans au moins deux domaines différents auxquels la Société royale du Canada s'intéresse ou en recherche interdisciplinaire.
La distinction comporte une médaille d'argent et une bourse de 2 500 $. Elle est attribuée en principe tous les deux ans.

## Lauréats
- 1987 - Gérard Dion
- 1987 - Kenneth Hare
- 1989 - Henry Thode
- 1991 - Ursula Franklin
- 1993 - Fraser Mustard (en)
- 1995 - Pierre Dansereau
- 1997 - David Regan (en)
- 1999 - Guy Rocher
- 2001 - Maurice Ptito (en)
- 2003 - Martin Friedland (en)
- 2005 - Jean-Charles Chebat
- 2007 - Roderick Alexander Macdonald
- 2009 - Kenneth G. Standing
- 2011 - Keith W. Hipel
- 2013 - Rhoda H. Howard-Hassmann (en)
- 2015 - John K. Tsotsos (en)[2]